# Operação Ápia
Operação Ápia é uma operação da Polícia Federal do Brasil realizada em conjunto com o Ministério Público Federal (MPF) e Controladoria Geral da União (CGU) em outubro de 2016 que prendeu preventivamente o ex-governador de Tocantins, Sandoval Cardoso.
Ao total 350 policiais participam da operação cumprindo 113 mandados judiciais expedidos pela Justiça Federal sendo 19 mandados de prisão temporária, 48 de condução coercitiva e 46 de busca e apreensão em Tocantins, Maranhão, Goiás, Belo Horizonte, São Paulo, Brasília e Cocalinho (MT).
Outro ex-governador do Estado, José Wilson Siqueira Campos, ex-PSDB, foi alvo de mandado de condução coercitiva.
Os dois foram governadores do Tocantins entre 2011 a 2014, quando celebraram contrato de financiamento firmado com o Banco do Brasil (BB), objetivando obter recursos do Banco Nacional de Desenvolvimento Econômico e Social (BNDES) e captados no exterior no valor de 1,2 bilhão de reais, e a concretização de aditivos, contratos de garantia e de liberação dos recursos.